# Краловоградецький край
Краловогра́децький край (чеськ. Královéhradecký kraj) — адміністративна одиниця Чехії, розміщений на північному сході історичної області Богемія. Населення — 548 тис. жителів. Центр — місто Градець-Кралове.